# Johannes Loesel
Johannes Loesel, auch Johann Lösel, latinisiert Johannes Loeselius (* 26. April 1607 in Brandenburg (Frisches Haff); † 30. März 1655 in Königsberg), war ein deutscher Arzt und Botaniker. Sein offizielles botanisches Autorenkürzel lautet „Loesel“.

## Leben und Wirken
Johannes Loesel erhielt seine erste Ausbildung an der Stadtschule in Insterburg. 1626 begann er ein Studium an der Universität Königsberg. Während des Semesters 1630/1631 studierte Loesel in Frankfurt/Oder, Leipzig und Wittenberg, wo er unter anderem 
Vorlesungen bei Daniel Sennert hörte. 1632 erwarb er in Königsberg den Magistergrad.
Im Anschluss daran bereiste Loesel als Erzieher bei einem schwedischen General mehrere europäische Länder, darunter Frankreich, England und Holland. Später war er für siebenbürgischen Fürsten Georg Raköczi diplomatisch tätig. Im Juni 1636 schrieb sich Loesel in die Matrikel der Universität Rostock ein. 1639 wurde er an der Universität Leiden zum Doktor der Medizin promoviert. Von 1639 an bis zu seinem Tod war er Professor der Medizin an der Universität Königsberg.
Loesel arbeitete an einer Flora von Preußen, die er krankheitsbedingt nicht vollenden konnte. Sein gleichnamiger Sohn Johannes Loesel (* 1641) veröffentlichte 1654 das Manuskript unter dem Titel Plantae in borussia sponte nascentes e manuscriptis parentis. Johann Gottsched (1668–1704) überarbeitete und erweiterte das Manuskript. Das Ergebnis publizierte er 1703 als Flora Prussica.

## Ehrentaxon
Carl von Linné benannte ihm zu Ehren die Gattung Loeselia der Pflanzenfamilie der Sperrkrautgewächse (Polemoniaceae).

## Schriften (Auswahl)
- De podagra tractatus, morbi huius indolem & curam diligenter exponens.
  - 1. Auflage, Rostock 1638.
  - 2. Auflage, Leiden 1639 (Digitalisat)
- Scrutinium Renum In quo Genuina Renum fabrica, & actio, eorumq[ue] affectus potiores succincte traduntur, & explicantur. Johann Reusner, Königsberg 1642 (Digitalisat).
- Citrium praegnans. Königsberg 1645.
- Theriacam Andromachi, a Christophoro Meyero, Pharmacopoeo, XX. Ianuar. M.DC.LIV. confectam, recensuit Johan Loeselius. Königsberg 1654 (Digitalisat).
- Plantae in borussia sponte nascentes e manuscriptis parentis. Paschal Mensen, Königsberg 1654. - veröffentlicht von seinem gleichnamigen Sohn
- Flora Prussica; sive, Plantae in regno Prussiae sponte nascentes. Quarum catalogum & nomina Johannes Loeselius […] olim disseruit, nunc additis nitidissimis iconibus rariorum partim ab aliis nondum delineatarum plerarumque Prussiae propriarum & inquilinarum plantarum, earundemque accurata descriptione, nec non adjectis synonymiis veterum botanicorum, interspersisque observationibus historico-philologico-criticis & medio-practicis noviter efflorescentes curante Johanne Gottsched. Königsberg 1703. (Digitalisat der Universitäts- und Landesbibliothek Düsseldorf)

## Nachweise